# Степна калугерица
Степната калугерица (Vanellus gregarius) е вид птица от семейство Charadriidae. Видът е критично застрашен от изчезване.

## Разпространение и местообитание
Разпространен е в Азербайджан, Армения, Афганистан, Грузия, Израел, Индия, Йордания, Ирак, Иран, Казахстан, Катар, Киргизстан, Ливан, Обединените арабски емирства, Оман, Пакистан, Палестина, Русия, Саудитска Арабия, Сирия, Судан, Таджикистан, Туркменистан, Турция, Узбекистан и Шри Ланка.